# متاتیتانات سدیم
متاتیتانات سدیم (به انگلیسی: Sodium metatitanate) با فرمول شیمیایی Na۲Ti۳O۷ یک ترکیب شیمیایی است؛ که جرم مولی آن 301.62 g/mol می‌باشد. شکل ظاهری این ترکیب، پودر سفید است.